# Скицюк Олена Іванівна
Олена Іванівна Скицю́к (у шлюбі — Графова; нар. 16 січня 1950, Київ) — українська художниця; член Спілки радянських художників України з 1977 року і Національної спілки майстрів народного мистецтва України. Лавреатка премії імені Катерини Білокур та Мистецької премії «Київ» (обидві за 2011 рік). Дочка художників Івана Скицюка і Марфи Тимченко, мати художниці Олени Кулик.

## Життєпис
Народилася 16 січня 1950 року у місті Києві. 1973 року закінчила Львівський державний інститут прикладного та декоративного мистецтва, де навчалася на факультеті кераміки. Її викладачами зокрема були Андрій Бокотей, Зеновій Флінта, Юрій Лащук. Дипломна робота — чайно-кавовий сервіз (керівник: Володимир Башло, оцінка — відмінно).
Протягом 1973—1974 років працювала на Київському експериментальному кераміко-художньому заводі у місті Вишневому. Викладала у дитячій студії «Мозаїка» та в школі народної творчості міста Фастова. З 1994 по 2000 рік викладала у Київській дитячій академії мистецтв, а з 2000 року — у Київському державному інституті декоративно-прикладного мистецтва і дизайну імені Михайла Бойчука на кафедрі монументального розпису. Живе у Києві, в будинку на вулиці Курганівській, № 3, квартира № 4.

## Творчість
Майстриня петриківського розпису і народного декоративного живопису. Серед робіт:
- Оформлення магазину «Казка» (1979);
- «Подалі від світу» (1998);
- «Світанкова паморозь» (1999);
- «Сонячні очі» (2000).

### Розписи у «Казці»
докладніше див.: Настінні розписи магазину іграшок «Казка»
У 1979 році разом з батьками розписала стіни магазину іграшок «Казка» у Києві. На розпис стін магазину родиною було витрачено близько року. Результати цієї праці дуже високо оцінювали мистецтвознавці, розписи магазину були добре відомі кільком поколінням киян. На початку 2000-х років пропонувалося в приміщенні магазину створити музей або студію декоративного розпису. У 2002 році магазин було викуплено концерном «Європродукт» (зараз RedHead Family Corporation, власник обох Владислав Бурда) і під час реконструкції всі розписи були закриті гіпсокартоном на наступні 15 років. Проте у жовтні 2017 року, компанія RedHead Family Corporation, до мережі якої належить магазин, анонсувала реставрацію розписів учнями Марфи Тимченко, які брали участь у створенні оригіналу